# Пшидружек
Пшидружек (пол. Przydróżek) — село в Польщі, у гміні Ясенець Груєцького повіту Мазовецького воєводства.
Населення — 63 особи (2011).
У 1975-1998 роках село належало до Радомського воєводства.

## Демографія
Демографічна структура станом на 31 березня 2011 року:
|          | Загалом | Допрацездатний вік | Працездатний вік | Постпрацездатний вік |
| -------- | ------- | ------------------ | ---------------- | -------------------- |
| Чоловіки | 33      | 5                  | 23               | 5                    |
| Жінки    | 30      | 7                  | 16               | 7                    |
| Разом    | 63      | 12                 | 39               | 12                   |